# Phocibidion
Phocibidion is een kevergeslacht uit de familie van de boktorren (Cerambycidae). De wetenschappelijke naam van het geslacht werd voor het eerst geldig gepubliceerd in 1968 door Martins.

## Soorten
Phocibidion omvat de volgende soorten:
- Phocibidion erythrocephalum (White, 1855)
- Phocibidion pulcherrimum (Martins, 1962)